# Хотемаже
Хотемаже (словен. Hotemaže) су насељено место у општини Шенчур, Горењска регија, Словенија.

## Историја
До територијалне реорганизације у Словенији биле су у саставу старе општине Крањ.

## Становништво
У попису становништва из 2011. године, Хотемаже су имале 512 становника.
| Број становника према пописима | Број становника према пописима | Број становника према пописима |
| ------------------------------ | ------------------------------ | ------------------------------ |
| 1991                           | 2002                           | 2011                           |
| 346                            | 426                            | 512                            |

## Галерија
- леденице